# Viktor Ryzhenkov
Viktor Ryzhenkov (né le 25 août 1966) est un athlète ouzbek spécialiste du saut à la perche.
Concourant sous les couleurs de l'URSS, il remporte en début de saison 1991 la médaille d'argent des Championnats du monde en salle de Séville, s'inclinant avec un saut à 5,80 m face à son compatriote Sergueï Bubka. Quelques jours plus tard, Viktor Ryzhenkov établit la meilleure performance de sa carrière en franchissant la hauteur de 5,91 m lors du meeting en salle de Saint-Sébastien, en Espagne.
Son record personnel en plein air, établi en 1990 à Rostock, est de 5,80 m.

## Palmarès
| Date | Compétition                    | Lieu    | Résultat | Marque |
| ---- | ------------------------------ | ------- | -------- | ------ |
| 1991 | Championnats du monde en salle | Séville | 2e       | 5,80 m |